# Cuinzier
Cuinzier is een gemeente in het Franse departement Loire (regio Auvergne-Rhône-Alpes) en telt 576 inwoners (2004). De plaats maakt deel uit van het arrondissement Roanne.

## Geografie
De oppervlakte van Cuinzier bedraagt 5,6 km², de bevolkingsdichtheid is 102,9 inwoners per km².
De onderstaande kaart toont de ligging van Cuinzier met de belangrijkste infrastructuur en aangrenzende gemeenten.

## Demografie
Onderstaande figuur toont het verloop van het inwonertal (bron: INSEE-tellingen).